# 泰勝利
泰 勝利（たい かつとし、2003年11月11日 - ）は、鹿児島県大島郡瀬戸内町出身のプロ野球選手（投手）。左投右打。東北楽天ゴールデンイーグルス所属。

## 経歴

### プロ入り前
小学校4年生の時から野球を始める。進学した瀬戸内町立阿木名中学校には野球部がなかったため、野球経験のない父と、ソフトボール経験者である母のサポートのもとで練習していた。
姉がかつて神村学園高等部の女子野球部に所属していた縁もあり、同校に進学。1年夏にチームは第101回全国高等学校野球選手権大会に出場したが、自身はベンチ外であった。2年秋からベンチ入りしてエースとなる。3年夏は鹿児島県大会でベスト4まで勝ち上がり、準決勝で鹿児島実業と対戦。初回に自己最速を更新する150km/hを記録したが、1点リードの9回裏に追いつかれ、3点リードで迎えた延長10回裏に2失点しこの回途中で降板。後続が打たれ逆転サヨナラ負けを喫した。高校3年間で甲子園出場はなかった。1学年上に桑原秀侍がいた。
その後、2021年9月10日にプロ志望届を提出。10月11日に行われたドラフト会議にて、東北楽天ゴールデンイーグルスから4位指名を受けた。ドラフト当日は両親と共に速報ドラフト会議2021 THE運命の1日に出演。中学時代に父の運転する海上タクシーの上でシャドーピッチングをしたり、海に向かってバッティング練習をしている映像が流れた。11月8日に契約金3500万円、年俸550万円で基本合意。奄美大島出身のプロ野球選手は1987年の亀山努以来であった。背番号は59。

### 楽天時代
2022年は体作りに励み、8月26日にイースタン・リーグの千葉ロッテマリーンズ戦で先発し1イニングを投げ初登板し、2試合に登板した。シーズン終了後はフェニックス・リーグに参加。オフには松井裕樹に弟子入りし合同自主トレを行った。
2023年は開幕前の3月23日に左肘のトミー・ジョン手術を受け、リハビリのためシーズンを全休した。

## 選手としての特徴
最速152km/hのストレートにスライダー、カットボール、チェンジアップを交える。

## 詳細情報

#### 初記録
投手記録
- 初登板：2025年8月16日、対北海道日本ハムファイターズ19回戦（楽天モバイルパーク宮城）、8回表に救援登板・完了、1回1失点
- 初奪三振：同上、8回表に五十幡亮汰から空振り三振

### 背番号
- 59（2022年[9] - ）